# حارة الجديد (ذمار)
حارة الجديد هي إحدى حارات مدينة ذمار التابعة لمحافظة ذمار، بلغ تعداد سكانها 1,669 نسمة حسب تعداد اليمن لعام 2004.